# Transformación de Helmert

La transformación de un marco de referencia 1 a un marco de referencia 2 se puede describir con tres traslaciones Δx, Δy, Δz, tres rotaciones Rx, Ry, Rz y un parámetro de escala μ

La transformación de Helmert (nombrada así por Friedrich Robert Helmert, 1843-1917) es un método de transformación geométrica dentro del espacio tridimensional. Se utiliza con frecuencia en geodesia para producir transformación de datums entre sistemas de referencia geodésicos. También se denomina transformación de siete parámetros y es una semejanza.

## Definición
Se puede expresar como:
{\displaystyle X_{T}=C+\mu RX\,}
donde
- XT es el vector transformado
- X es el vector inicial

Las parámetros son:
- C – vector de traslación. Contiene las tres traslaciones en los ejes de coordenadas.
- μ – factor de escala, que no tiene unidades; si se da en ppm, se debe dividir por 1.000.000 y sumar 1.
- R – matriz de rotación. Consta de tres movimientos de rotación alrededor de cada uno de los tres ejes de coordenadas rx, ry, rz. La matriz de rotación es ortogonal. Los ángulos se dan en grados sexagesimales o en radianes.

### Variaciones
Un caso especial es la transformación de Helmert bidimensional. Aquí, solo se necesitan cuatro parámetros (dos traslaciones, una escala y una rotación) que se pueden determinar a partir de dos puntos conocidos; si hay más puntos disponibles, se pueden realizar comprobaciones.
A veces es suficiente utilizar la transformación de cinco parámetros, compuesta de tres traslaciones, solo una rotación sobre el eje Z y un cambio de escala.

### Restricciones
La transformación de Helmert solo utiliza un factor de escala, por lo que no es adecuada para:
- La manipulación de dibujos con medidas y fotografías
- La comparación de deformaciones del papel con planos y mapas antiguos escaneados

En estos casos, es preferible una transformación afín más general.

## Aplicación
La transformación de Helmert se utiliza, entre otras cosas, en geodesia para transformar las coordenadas del punto de un sistema de coordenadas a otro. Con ella, es posible convertir puntos de topografía locales a las coordenadas WGS84 utilizadas por el sistema GPS.
Por ejemplo, a partir de las coordenadas de Gauss-Krüger, x e y, más la altura, h, se convierten en valores 3D en cuatro pasos:
1. Deshacer la proyección cartográfica: cálculo de la latitud, longitud y altura elipsoidales (W, L, H)
2. Convertir de coordenadas geodésicas a coordenadas geocéntricas: cálculo de x, y y z en relación con el elipsoide de referencia de la topografía
3. Transformación de 7 parámetros (donde x, y y z casi siempre cambian en unos pocos cientos de metros como máximo, y las distancias en unos pocos mm por km)
4. Debido a esto, las posiciones terrestres medidas se pueden comparar con los datos GPS, que entonces pueden ser llevados al levantamiento como nuevos puntos, transformados en el sentido opuesto

El tercer paso consiste en la aplicación de una matriz de rotación, la multiplicación por el factor de escala {\displaystyle \mu =1+s} (con un valor cercano a 1) y la adición de las tres traslaciones, cx, cy, cz.
Las coordenadas de un sistema de referencia B se derivan del sistema de referencia A mediante la siguiente fórmula (convención de transformación de vector de posición y simplificación de ángulos de rotación muy pequeños):
{\displaystyle {\begin{bmatrix}X\\Y\\Z\end{bmatrix}}^{B}={\begin{bmatrix}c_{x}\\c_{y}\\c_{z}\end{bmatrix}}+(1+s\times 10^{-6})\cdot {\begin{bmatrix}1&-r_{z}&r_{y}\\r_{z}&1&-r_{x}\\-r_{y}&r_{x}&1\end{bmatrix}}\cdot {\begin{bmatrix}X\\Y\\Z\end{bmatrix}}^{A}}
o para cada parámetro individual de la coordenada:
{\displaystyle {\begin{aligned}X_{B}&=c_{x}+(1+s\times 10^{-6})\cdot (X_{A}-r_{z}\cdot Y_{A}+r_{y}\cdot Z_{A})\\Y_{B}&=c_{y}+(1+s\times 10^{-6})\cdot (r_{z}\cdot X_{A}+Y_{A}-r_{x}\cdot Z_{A})\\Z_{B}&=c_{z}+(1+s\times 10^{-6})\cdot (-r_{y}\cdot X_{A}+r_{x}\cdot Y_{A}+Z_{A}).\end{aligned}}}
Para la transformación inversa, cada elemento se multiplica por ±1.
Los siete parámetros se determinan para cada región con tres o más puntos idénticos de ambos sistemas. Para que concuerden, las pequeñas inconsistencias (generalmente de solo unos pocos centímetros) se ajustan utilizando el método de los mínimos cuadrados, es decir, se eliminan de una manera estadísticamente plausible.

### Parámetros estándar
Nota: los ángulos de rotación que se dan en la tabla están en segundos de arco y deben convertirse a radianes antes de su uso en el cálculo.
| Código EPSG | Región           | Datum de origen         | Datum de destino           | Precisión (metros) | cx (metros) | cy (metros) | cz (metros) | s (ppm)   | rx (segundos de arco) | ry (segundos de arco) | rz (segundos de arco) |
| ----------- | ---------------- | ----------------------- | -------------------------- | ------------------ | ----------- | ----------- | ----------- | --------- | --------------------- | --------------------- | --------------------- |
| 8048        | Australia        | GDA94 (EPSG:4283)       | GDA2020 (EPSG:7844)        | 0.01               | 0.06155     | -0.01087    | -0.04019    | -0.009994 | -0.0394924            | -0.0327221            | -0.0328979            |
| 9690        | Australia        | WGS84 (EPSG:4326)       | GDA2020 (EPSG:7844)        | 3                  | 0.06155     | -0.01087    | -0.04019    | -0.009994 | -0.0394924            | -0.0327221            | -0.0328979            |
| 1618        | Austria          | MGI (EPSG:4312)         | WGS84 (EPSG:4326)          | 1.5                | 577.326     | 90.129      | 463.919     | 2.4232    | 5.137                 | 1.474                 | 5.297                 |
| 1776        | Alemania (Oeste) | DHDN (EPSG:4314)        | ETRS89 (EPSG:4258)         | 3                  | 598.1       | 73.7        | 418.2       | 6.7       | 0.202                 | 0.045                 | -2.455                |
| 1777        | Alemania (Oeste) | DHDN (EPSG:4314)        | WGS84 (EPSG:4326)          | 3                  | 598.1       | 73.7        | 418.2       | 6.7       | 0.202                 | 0.045                 | -2.455                |
| 15869       | Alemania (Este)  | DHDN (EPSG:4314)        | WGS84 (EPSG:4326)          | 2                  | 612.4       | 77          | 440.2       | 2.55      | -0.054                | 0.057                 | -2.797                |
| 1641        | Irlanda          | TM65 (EPSG:4299)        | WGS84 (EPSG:4326)          | 1                  | 482.5       | -130.6      | 564.6       | 8.15      | -1.042                | -0.214                | -0.631                |
| 1953        | Irlanda          | TM75 (EPSG:4300)        | ETRS89 (EPSG:4258)         | 1                  | 482.5       | -130.6      | 564.6       | 8.15      | -1.042                | -0.214                | -0.631                |
| 1954        | Irlanda          | TM75 (EPSG:4300)        | WGS84 (EPSG:4326)          | 1                  | 482.5       | -130.6      | 564.6       | 8.15      | -1.042                | -0.214                | -0.631                |
| 8689        | Eslovenia        | MGI 1901 (EPSG:3906)    | Eslovenia 1996 (EPSG:4765) | 1                  | 476.08      | 125.947     | 417.81      | 9.896638  | -4.610862             | -2.388137             | 11.942335             |
| 1314        | Reino unido      | OSGB36 (EPSG:4247)      | WGS84 (EPSG:4326)          | 2                  | 446.448     | -125.157    | 542.06      | -20.489   | 0.15                  | 0.247                 | 0.842                 |
| 1315        | Reino unido      | OSGB36 (EPSG:4247)      | ED50 (EPSG:4230)           | 2                  | 535.948     | -31.357     | 665.16      | -21.689   | 0.15                  | 0.247                 | 0.998                 |
| 1901        | Estados Unidos   | NAD83(HARN) (EPSG:4152) | WGS84 (EPSG:4326)          | 1                  | -0.991      | 1.9072      | 0.5129      | 0         | 1,25033 x 10-7        | 4,6785 x 10-8         | 5,6529 x 10-8         |

Estos son conjuntos de parámetros estándar para la transformación de 7 parámetros (o transformación de datum) entre dos datums. Para una transformación en el sentido opuesto, se deben calcular los parámetros de transformación inversa o se debe aplicar la transformación inversa (como se describe en el documento "Sobre transformaciones geodésicas"). Las traslaciones cx, cy, cz a veces se describen como tx, ty, tz o dx, dy, dz. Las rotaciones rx, ry y rz a veces también se describen como {\displaystyle \omega }, {\displaystyle \phi } y {\displaystyle \kappa }. En el Reino Unido, el interés principal es la transformación entre el datum OSGB36 utilizado por el Ordnance Survey para las referencias de cuadrícula en sus mapas Landranger y Explorer al sistema WGS84 utilizado por la tecnología GPS. El sistema de coordenadas de Gauss-Krüger utilizado en Alemania normalmente se refiere al elipsoide de Bessel. Otro datum de interés fue el ED50 (Datum europeo de 1950) basado en el elipsoide de Hayford. El ED50 fue parte de los fundamentos de las coordenadas OTAN hasta la década de 1980, y muchos sistemas de coordenadas nacionales del tipo Gauss-Krüger se definen mediante el ED50.
La Tierra no tiene una forma elipsoidal perfecta, sino que se describe como un geoide. En cambio, el geoide de la Tierra se describe mediante distintos elipsoides. Dependiendo de la ubicación real, el elipsoide mejor alineado localmente se ha utilizado para fines topográficos y cartográficos. El conjunto de parámetros estándar proporciona una precisión de aproximadamente 7 m para una transformación OSGB36/WGS84. Esto no es lo suficientemente preciso para la topografía, y el Ordnance Survey complementa estos resultados utilizando una tabla de búsqueda de traslaciones adicionales para alcanzar la precisión de 1 cm.

## Estimación de los parámetros
Si los parámetros de transformación son desconocidos, se pueden calcular con puntos de referencia (es decir, puntos cuyas coordenadas se conocen antes y después de la transformación). Dado que se deben determinar un total de siete parámetros (tres traslaciones, una escala, tres rotaciones), es necesario conocer al menos dos puntos y una coordenada de un tercer punto (por ejemplo, la coordenada Z). Esto da como resultado un sistema con siete ecuaciones y siete incógnitas, que se pueden resolver.
Para las transformaciones entre proyecciones cartográficas conformes cerca de un punto arbitrario, los parámetros de transformación de Helmert se pueden calcular exactamente a partir de la matriz jacobiana de la función de transformación.
En la práctica, es mejor utilizar más puntos. A través de esta correspondencia, se obtiene más precisión y se hace posible una evaluación estadística de los resultados. En este caso, el cálculo se ajusta con el método gaussiano de los mínimos cuadrados.
Se obtiene un valor numérico para la precisión de los parámetros de transformación calculando los valores en los puntos de referencia y ponderando los resultados en relación con el centroide de los puntos.
Si bien el método es matemáticamente riguroso, depende completamente de la precisión de los parámetros que se utilizan. En la práctica, estos parámetros se calculan a partir de la inclusión de al menos tres puntos conocidos en las redes. Sin embargo, la precisión de estos afectará a los siguientes parámetros de transformación, ya que estos puntos contendrán errores de observación. Por lo tanto, una transformación del mundo real solo será una mejor estimación y debe contener una medida estadística de su calidad.